# Tritia mutabilis
Il lumachino (Tritia mutabilis (Linnaeus, 1758)) è un mollusco gasteropode della famiglia Nassariidae. In cucina sono noti anche come lumachine di mare o, in campano, "maruzzielli", "bummaletti" o "bombolini" in abruzzese, "maragulìne" nel nordest emiliano e "cuccioletti", "bombetti" o "bumbarelli" sulla costa marchigiana.

## Descrizione
Il mollusco ha una conchiglia lunga 2-3,5 cm, taglia minima prevista per la raccolta cm. 2, globosa ad andamento spiraleggiante, con apertura di forma semicircolare e canale sifonale molto ampio.
La superficie esterna è liscia, di colore giallo-bruno e presenta delle flammule irregolari più scure, più marcate lungo le spire.

## Riproduzione
La riproduzione avviene nei mesi primaverili.

## Habitat
Questo mollusco è molto comune sui fondali sabbiosi e poco profondi, fino a 20 metri.
Era indicato come abbondante nel Medio e parte dell'Alto Adriatico.

## Nomi comuni
- Maruzzella
- Lumachina di mare[3]
- Bombetto
- Bomboletto[3]
- Lumachino
- Nassa
- Tombolino
- Cuccioletto [6]
- (EN)  Changeable Nassa
- (FR)  Nasse Cinture
- (ES)  Mugarida Lisa